# Классическая Mac OS
Mac OS (ранее называвшаяся System Software, ретроним: Классическая Mac OS) — семейство проприетарных операционных систем компании Apple. Разработана для линейки персональных компьютеров Macintosh. Она была впервые представлена в 1984 году вместе с персональным компьютером Macintosh 128K. Ранние версии Mac OS были совместимы только с компьютерами Mac, основанными на процессорах Motorola 68k. Последующие версии были совместимы с архитектурой PowerPC.
Компания Apple хотела, чтобы Macintosh представлялся как «компьютер для всех нас». Mac OS стала одним из популяризаторов графического пользовательского интерфейса на компьютерах. Эта операционная система поставлялась со всеми компьютерами Mac, которые продавались во времена её создания.
Изначально в системе не было многозадачности как таковой. С появлением System 5 было добавлено расширение для реализации кооперативной многозадачности под названием MultiFinder, которое позволяло работать программам одновременно, а позже было интегрировано в System 7 как часть операционной системы наряду с поддержкой виртуальной памяти. Однако к середине 90-х годов операционные системы, такие как Windows NT, OS/2, NeXTSTEP, привнесли на настольные компьютеры вытесняющую многозадачность, защиту памяти, средства контроля доступа и многопользовательские возможности. Ограниченное управление памятью Macintosh и подверженность конфликтам между расширениями, которые предоставляют дополнительные функциональные возможности, такие, как подключение к сети или поддержка определённого устройства, привели к значительной критике операционной системы и стали фактором снижения доли Apple на рынке в то время.
После двух неудачных попыток создать преемника классической Mac OS под названием Taligent и Copland и четырёхлетних усилий по разработке, инициированных возвращением Стива Джобса в Apple в 1997 году, Apple заменила Mac OS новой операционной системой в 2001 году под названием Mac OS X. В ней сохранилось большинство элементов дизайна пользовательского интерфейса классической Mac OS, но эти две операционные системы имеют совершенно разное происхождение и архитектуру.

## Название
С самого начала операционная система называлась просто System Software (англ. системное программное обеспечение), или сокращенно System и далее — номер версии. После выхода версии 7.6 в 1997 году Apple официально переименовала операционную систему в Mac OS, хотя загрузочный экран с таким названием был уже в версии 7.5.1.
Сейчас же версии начиная с первой по 9.2.2 называют классическими, чтобы отличать их от новых версий macOS.

## Хронология версий

### System 1, 2, 3 и 4

Скриншот операционной системы System 1

Первая версия System Software, не имевшая официального названия, была частично основана на Lisa OS, которую Apple ранее выпустила для компьютера Lisa в 1983 году. В рамках соглашения, позволяющего Xerox покупать акции Apple по выгодной цене, компания также использовала концепции компьютера Xerox Alto, с которым ознакомились Стив Джобс и другие члены команды Lisa.
В рамках цели Apple по созданию компьютера с простотой, подобной бытовой, не проводится явного различия между операционной системой и оборудованием, на котором она работает. Из-за этого ранние версии операционной системы не имеют четкого названия (см. выше). Система состоит из двух файлов, видимых пользователю: системного файла и Finder — приложения, используемого для управления файлами, которое также отображает рабочий стол.
| Название версии | Версия системы | Дата выхода    |
| --------------- | -------------- | -------------- |
| System 1        | 1.0            | Январь 24 1984 |
| System 1        | 1.1            | Май 5 1984     |
| System 2        | 2.0            | Апрель 1985    |
| System 2        | 2.1            | Сентябрь 1985  |
| System 3        | 3.0            | Январь 1986    |
| System 3        | 3.1            | Февраль 1986   |
| System 3        | 3.2            | Июнь 1986      |
| System 3        | 3.3            | Январь 1987    |
| System 3        | 3.4            | 1988           |
| System 4        | 4.0            | Январь 1987    |
| System 4        | 4.1            | Март 2, 1987   |
| System 4        | 4.2            | Октябрь 1987   |
| System 4        | 4.3            | Ноябрь 1987    |

### System Software 5
Ближе к концу 1987 года Apple представила пакет под названием «Обновление системного программного обеспечения Apple Macintosh 5.0» (англ. «Apple Macintosh System Software Update 5.0»). Впервые операционная система Macintosh была предложена в качестве отдельного розничного продукта, который включал четыре диска объёмом 800 КБ и три руководства по эксплуатации, по цене в 49 долларов США. Несмотря на то, что на упаковке обновление было названо «версия 5.0», в самой системе этот номер не был указан.
Основной новой функцией System 5 является MultiFinder — расширение, которое позволяет системе запускать несколько программ одновременно. Система использует кооперативную модель многозадачности, что означает, что фоновым приложениям предоставляется время только тогда, когда приложение переднего плана передает управление. Пользователи также могут отключить MultiFinder, тем самым используя одно приложение за раз. В 1990 году журнал InfoWorld протестировал четыре варианта многозадачности для PC и Mac, в целом положительно оценив MultiFinder, но отметив, что его наличие вдвое снижает скорость передачи файлов и печати по сравнению с System 6 без MultiFinder.
| Название версии | Версия системы | Дата выхода  |
| --------------- | -------------- | ------------ |
| System 5        | 5.0            | Октябрь 1987 |
| System 5        | 5.1            | Ноябрь 1987  |

### System Software 6
System Software 6 — это выпуск системного программного обеспечения Macintosh, создавший полноценную, стабильную и долговечную операционную систему. Двумя основными аппаратными новинками, требующими дополнительной поддержки в System 6, являлись процессор 68030 и накопитель SuperDrive объёмом 1,44 МБ, дебютировавшие в Macintosh IIx и Macintosh SE/30.
Начиная с этого выпуска Finder имеет унифицированный номер версии, полностью совпадающий с номером системы, что устраняет большую часть путаницы, вызванной зачастую значительными различиями между более ранними системами.
| Название версии | Версия системы | Дата выхода   |
| --------------- | -------------- | ------------- |
| System 6        | 6.0            | Апрель 1988   |
| System 6        | 6.0.1          | Сентябрь 1988 |
| System 6        | 6.0.2          | 1988          |
| System 6        | 6.0.3          | Март 1989     |
| System 6        | 6.0.4          | Сентябрь 1989 |
| System 6        | 6.0.5          | Март 1990     |
| System 6        | 6.0.6          | Октябрь 1990  |
| System 6        | 6.0.7          | Октябрь 1990  |
| System 6        | 6.0.8          | Май 1991      |
| System 6        | 6.0.8L         | Март 1992     |

### System 7/Mac OS 7

Скриншот операционной системы Mac OS 7.6.1, запущенной в эмуляторе SheepShaver

13 мая 1991 года была выпущена System 7. Это было крупное обновление по сравнению с System 6, добавившее значительный пересмотр пользовательского интерфейса, новые приложения, улучшение стабильности и множество новых функций. Появление System 7 совпало с выпуском линейки Macintosh на процессорах 68040 и обеспечило поддержку этой линейки. Эпоха System 7 ознаменовалась многочисленными изменениями в платформе Macintosh, включая переход от 68k к PowerPC, распространением компьютеров Macintosh и конкурирующей операционной системы Microsoft Windows, растущим использованием компьютерных сетей и взрывом популярности Интернета.
Одной из наиболее важных функций System 7 является поддержка виртуальной памяти, важной подсистемы, ожидавшейся в течение многих лет, которая существовала для предыдущих систем только в качестве стороннего расширения под названием Virtual от Connectix. Это сопровождалось переходом на 32-разрядную адресацию памяти, необходимую для постоянно увеличивающегося объёма оперативной памяти, доступного процессорам Motorola 68030 и 68020 с 68851 PMMU (англ. Paged Memory Management Unit, в переводе: блок управления страничной памятью).
В свою очередь, программы также должны были перейти на полноценные 32-разрядные указатели для адресов — для этого также было необходимо переписать все процедуры операционной системы: предыдущие системы использовали верхние 8 бит в качестве флагов. Этот переход известен как «32-разрядная очистка». В то время как сама System 7 являлась 32-разрядной, многие машины и тысячи приложений не были обновлены, поэтому прошло некоторое время, прежде чем «очистка» была завершена. Чтобы облегчить переход, в панели управления был добавлен переключатель для отключения этой функции, обеспечивающий совместимость со старыми приложениями.
Другой примечательной функцией System 7 является встроенная кооперативная многозадачность. В System 6 эта функция была необязательной и обеспечивалась с помощью MultiFinder. В System 7 также были введены алиасы, аналогичные символическим ссылкам в Unix, ярлыкам, которые были введены в более поздних версиях Windows, и теням в OS/2. Системные расширения были улучшены за счет перемещения в свою собственную подпапку; для панелей управления также была создана подпапка в системной папке. В System 7.5 появилась программа Extensions Manager, которая ранее была сторонней. Она упрощала процесс включения и отключения расширений.
| Название версии | Версия системы | Дата выхода   |
| --------------- | -------------- | ------------- |
| System 7        | 7.0            | Июнь 1991     |
| System 7        | 7.0.1          | Октябрь 1991  |
| System 7        | 7.0.1P         | Март 1992     |
| System 7        | 7.1            | Август 1992   |
| System 7        | 7.1P           | Январь 1993   |
| System 7        | 7.1.1          | Октябрь 1993  |
| System 7        | 7.1.2          | Март 1994     |
| System 7        | 7.5            | Сентябрь 1994 |
| System 7        | 7.5.1          | Март 1995     |
| System 7        | 7.5.3          | Январь 1996   |
| System 7        | 7.5.5          | Сентябрь 1996 |
| System 7        | 7.6            | Январь 1997   |
| System 7        | 7.6.1          | Апрель 1997   |

### Mac OS 8

Скриншот операционной системы Mac OS 8

Mac OS 8.0 представляет наиболее заметные изменения в линейке, например интерфейс Platinum. Mac OS 8 представляет собой постепенную интеграцию многих технологий, которые разрабатывались с 1988 по 1996 год для чрезмерно амбициозной операционной системы Apple под названием Copland. Mac OS 8 является одной из самых коммерчески успешных выпусков операционной системы Apple, в течение первых недель с релиза (26 июля 1997 года) Mac OS 8.0 было продано более 1,2 миллиона копий.
Mac OS 8.1 представила новую, более эффективную файловую систему под названием HFS Plus. Mac OS 8.5 — первая версия Mac OS, для которой требуется процессор PowerPC. В ней представлены PowerPC версии QuickDraw, AppleScript и поисковой утилиты Sherlock.
Mac OS 8.1 — 8.5 поставлялись с системами, основанными на процессорах PowerPC G3, такими как iMac G3 и PowerMac G3.
| Версия | Дата выпуска    | Изменения                                                  | Кодовое имя          | Цена                  |
| ------ | --------------- | ---------------------------------------------------------- | -------------------- | --------------------- |
| 8.0    | 26 июля 1997    | Изначальный релиз                                          | Tempo                | 99 $                  |
| 8.1    | 19 января 1998  | Файловая система HFS+                                      | Bride of Buster      | Бесплатное обновление |
| 8.5    | 17 октября 1998 | Поддержка только PowerPC, Sherlock, темы, 32-битные иконки | Allegro              | 99 $                  |
| 8.5.1  | 7 декабря 1998  | Исправление падений системы, утечек памяти и потерь данных | The Ric Ford Release | Бесплатное обновление |
| 8.6    | 10 мая 1999     | Новое наноядро для поддержки Multiprocessing Services 2.0  | Veronica             | Бесплатное обновление |

### Mac OS 9

Скриншот Mac OS 9.0.4, запущенной в эмуляторе SheepShaver

Последняя версия линейки классической Mac OS. Во время представления в Mac OS 9 было объявлено о «50 новых функциях», включая возможность 128-битного шифрования и Sherlock 2.
Mac OS 9 под кодовым именем Sonata изначально предполагалась быть выпущенной как Mac OS 8.7. В то время, как Mac OS 9 не включала таких современных функций операционной системы, как защита памяти и вытесняющая многозадачность, последние улучшения включали добавление автоматического движка Software Update и поддержку множества пользователей.
Mac OS 9 может быть запущена на современных компьютерах с помощью SheepShaver, эмулятора PowerPC, доступного для нескольких операционных систем, включая Mac OS X для процессоров Intel. Однако SheepShaver не может запускать версии Mac OS новее 9.0.4, поскольку в нём отсутствует поддержка блока управления памятью.
Apple прекратила разработку Mac OS 9 в конце 2001 года, переведя все будущие разработки на Mac OS X. В последних обновлениях Mac OS 9 были устранены проблемы совместимости с Mac OS X при работе в Classic Environment и проблемы с приложениями, использующими Carbon API.
| Версия | Дата выпуска | Изменения | Кодовое имя |
| ------ | ------------ | --- | ----------- |
| 9.0    | октябрь 1999 | Изначальный релиз.                                                                                             | Sonata      |
| 9.0.2  | -            | Исправление ошибок.                                                                                            | -           |
| 9.0.3  | -            | Исправление ошибок.                                                                                            | -           |
| 9.0.4  | апрель 2000  | Улучшена поддержка USB и FireWire. Исправление ошибок.                                                         | Minuet      |
| 9.1    | январь 2001  | Возможность записи CD из Finder. Имплементация меню «Window» в Finder. Улучшена стабильность.                  | Fortissimo  |
| 9.2    | июль 2001    | Прекращение поддержки систем с процессором ниже PowerPC G3. Улучшена скорость и поддержка Classic Environment. | Moonlight   |
| 9.2.1  | август 2001  | Исправление мелких ошибок.                                                                                     | Limelight   |
| 9.2.2  | декабрь 2001 | Исправление ошибок, касающихся Classic Environment.                                                            | LU1         |

## Переход на Mac OS X
Пользователи классической Mac OS обычно обновлялись до Mac OS X, но в первые годы её существования критиковали как более сложную и менее дружелюбную, чем классическая Mac OS. Новая система критиковалась за отсутствие определённых функций, которые ещё не были заново реализованы, за то, что она была медленнее на том же оборудовании (особенно на старых компьютерах), за несовместимость со старой системой, за отсутствие поддержки Mac OS X старых компьютеров Apple до конца 1997 года. Ввиду этих недостатков некоторые пользователи Macintosh продолжали использовать классическую Mac OS в течение нескольких лет после первоначального выпуска Mac OS X. Стив Джобс призвал людей перейти на Mac OS X, устроив инсценированные похороны Mac OS 9 на WWDC 2002.

### Classic Environment

Загрузка Classic Environment в Mac OS X

PowerPC версии Mac OS X до Mac OS X 10.5 включают слой совместимости для запуска старых приложений Mac под названием Classic Environment (с англ. классическая среда). Первоначально получившая кодовое название blue box (с англ. синяя коробка), среда запускает почти полную операционную систему Mac OS 9 как приложение Mac OS X. Это позволяет приложениям, которые не были портированы на Carbon API, запускаться в Mac OS X. Но при этом «классические» приложения сохраняют свой оригинальный внешний вид Mac OS 9 и не используют интерфейс Aqua.
Ранние компьютеры Mac на базе PowerPC с ПЗУ New World ROM поставлялись как с Mac OS 9.2, так и с Mac OS X. Mac OS 9.2 должна была устанавливаться пользователем вручную. Большинство хорошо написанных «классических» приложений Mac OS функционирует должным образом в этой среде, но совместимость гарантируется только в том случае, если программное обеспечение было написано таким образом, чтобы не знать о реальном оборудовании и взаимодействовать исключительно с операционной системой. Classic Environment недоступна на системах Mac с процессорами Intel или компьютерах с Apple Silicon из-за несовместимости Mac OS 9 с x86 и ARM.